# 獨體
獨體為一種漢字字體的結構，與合體概念相對。指汉字结构中，仅含有一个单独形体、不可分析为两个或两个以上形体的字。其形體結構完整，難以拆解分析其讀音或字義。这包含着六書中所归类的象形、指事字。“独体”与“合体”之分最初始见于宋朝郑樵的《通志·六书略》中。其中载道：“独体为文，合体为字”。独体文是合体字构成的基础，又稱為「字源」。
獨體字亦常作為其他字的部首，如「木」字成為「樹」、「樟」、「榕」等字之部首。

## 範例
- 象形：文、龜、木。
- 指事：上、下、刃。

## 數量
獨體字是漢字的基礎部件，如同拼音文字的語素一樣，組成其它所有漢字。因而佔整個漢字的比例很小，在常用漢字中不超過5%。

## 釋義
- 《說文解字》段注：析言之，獨體曰文，合體曰字，統言之，則文字可互稱。

因此最早獨體字稱為「文」（通「紋」），衹有合體字才稱為「字」，今日已不區分，統稱「文字」。